# Franz Karl Basler-Kopp

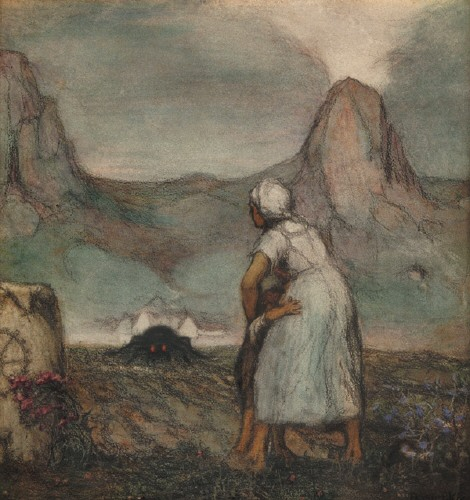
F. K. Basler-Kopp: Die schwarze Spinne

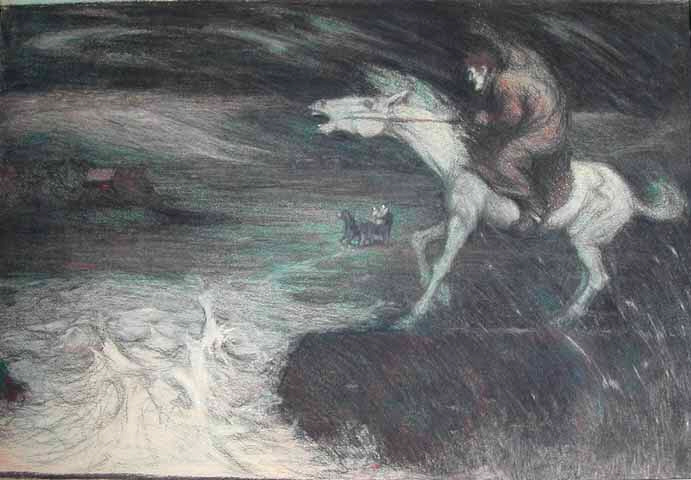
F. K. Basler-Kopp: Der Schimmelreiter

Franz Karl Basler-Kopp (* 17. Februar 1879 in Basel; † 1. April 1937 in Luzern) war ein deutscher Maler und Zeichner, der in der Schweiz lebte. Neben Werken mit biblischen und historischen Szenen, symbolgeladenen Darstellungen von Stationen des Lebens und aus der Literatur schuf er vor allem auch ein umfangreiches Märchen- und Sagenwerk.
Bekannt wurde er ausser als «Märchenmaler» vor allem mit den Zeichnungen zum dreibändigen Werk Schweizersagen von Arnold Büchli (1926, 1928 und 1931) sowie mit der Illustration und dem Buchschmuck zu mehreren, teilweise für den literarischen und musischen Unterricht in Schulen geschaffenen Büchern, wie dem Vorlese- und Theaterbuch Osterhas, Sankt Nicolas, Weihnacht und Neujahr von Eduard Fischer (1926) und dem Märchenbuch Am Märchenbrunnen von Helene Kopp.

## Leben
Franz Karl Basler war Sohn einer südbadischen Bauernfamilie. Kurz nach seiner Geburt zog die Familie nach Luzern um, wo Basler in ärmlichen Verhältnissen aufwuchs. Seine mit sechs Jahren Primarschule knappe Schulbildung kompensierte er später durch intensive Lektüre breit gefächerter Literatur, aus der er auch fast immer die Motive für sein künstlerisches Schaffen bezog. Noch während seiner Schulzeit verlor seine rechte Hand infolge einer Infektion weitgehend ihre Funktionsfähigkeit. Basler wurde zum Linkshänder.
Von 1893 bis 1898 besuchte er an der Kunstgewerbeschule Luzern die Abteilung für Glasmalerei. Er fühlte sich allerdings mehr zur Malerei auf Leinwand und Papier hingezogen, der er sich während seiner gesamten freien Zeit widmete. Nach der Ausbildung besuchte Basler keine Schulen mehr und suchte auch keine Kontakte zu Kollegen. Er blieb zeitlebens ein zurückgezogener Einzelgänger.
1905 heiratete er Julia Kopp, die Tochter des Rektors der Stadtschulen Luzern. In ihr fand er eine Gefährtin, die engsten Anteil an seinem Lebenskampf und vor allem während der langen, späten Jahre einer schweren Krankheit nahm.
1912 und 1914 reiste er zweimal zu Studienaufenthalten nach München. Anlässlich der ersten Reise beteiligte er sich an einer Ausstellung in München, nach der er von Ferdinand Avenarius, dem Leiter des Kunstwarts, die Einladung zur Veröffentlichung einiger Bilder bekam. Es war dies gleichzeitig der Beginn einer Freundschaft, die bis zum Tode von Avenarius 1923 dauerte, und während der sich die beiden über Kunstpflege und die Beziehung von Kunst und Volk und deren gegenseitige Entfremdung austauschten.
In den Jahren 1910 bis 1919 beteiligte sich Basler jährlich mit wenigen Werken, zuerst an Nationalen Kunstausstellungen, dann an jenen im Kunsthaus Zürich. In der Folge zog er sich fast völlig aus dem Ausstellungsbetrieb zurück. Erst 1931, durch seinen Freundeskreis ermuntert und durch das Kunstmuseum Luzern organisiert, ging er im alten Kriegs- und Friedensmuseum noch einmal mit 70 Gemälden und Zeichnungen an die Öffentlichkeit.
Regelmässige Käufer für seine Bilder hatte Basler nur wenige. Einer davon ist der ETH-Professor Adolf Tobler, der eine Reihe von Bildern für seine Villa am Zürichberg, der heutigen, unter Denkmalschutz stehenden Jugendstil-Villa Tobler, erstand. In den Jahren 1922 und 1923 ermöglichte er ihm ausserdem zwei Deutschlandreisen, die ihn ausser nach Dresden und Hamburg beide Mal auch an die Nordsee führten, wo ihm Avenarius sein Haus auf Sylt zur Verfügung stellte. Diese beiden Reisen fanden in vielen nordischen Motiven, unter anderem in Fremde – Heimkehr ihren Niederschlag.
Seine künstlerische Freiheit bedeutete Basler alles, ohne Rücksicht auf Existenzfragen. So lehnte er ein Angebot der Münchner Fliegenden Blätter, bei ihnen die Stelle eines Märchenzeichners anzutreten, ab. Für den Verlag Sauerländer war er aber über einige Jahre regelmässig tätig. Vor allem bekannt wurden seine Illustrationen zum dreibändigen Werk Schweizersagen von Arnold Büchli, eine Arbeit, die auch in seiner Malerei, beispielsweise in Hexenhalfter, Spuren hinterliess.

Seine letzten Jahre lebte er, unbekümmert vom künstlerischen Zeitgeist, von dem sich sein eigenes Schaffen immer mehr entfremdete, nur noch seiner Kunst und seinen Freunden zugewandt und sich mit Fragen der Kunstpflege beschäftigend und führte ein Einsiedlerleben. Franz Karl Basler-Kopp nahm sich, schon seit langem an einer schweren Krankheit leidend, am 1. April 1937 das Leben.

## Werke
- Die Hexenhalfter, Kreide auf Papier, Kunstmuseum Luzern
- Fremde – Heimkehr, Öl auf Kupfer, Kunstmuseum Luzern
- Die schwarze Spinne, Kreide auf Papier, Kunstmuseum Luzern
- Vor dem Stadttor, Pastell auf Karton, Kunstmuseum Luzern